# Picrostigeus debilis
Picrostigeus debilis là một loài tò vò trong họ Ichneumonidae.